# 波索德瓜达拉哈拉
波索德瓜达拉哈拉，是西班牙卡斯蒂利亚-拉曼恰瓜达拉哈拉省的一个市镇。总面积11平方公里，总人口407人（2001年），人口密度37人/平方公里。